# 世界ジュニア相撲選手権大会
世界ジュニア相撲選手権大会（せかいじぃにあすもうせんしゅけんたいかい、Junior World Sumo Championships）は、相撲の世界男子ユース大会で、国際相撲連盟が主催する。出場資格は満18歳以下で1999年から原則として毎年開催されている。女子は、世界女子ジュニア相撲選手権大会という名称で、男女とも同一会場で同時開催している。

## 階級
現在では、以下のように階級分けしている。
- Open（無差別級）
- Heavy Weight（重量級、100kg以上）
- Middle Weight（中量級、100kg未満）
- Light Weight（軽量級、80kg未満）

このほかに、団体戦がある。

## 歴代の優勝者
- 大相撲入りした選手は四股名を記した。

| 回数   | 開催年 | 開催国・都市             | 階級     | 優勝者                           | 国                   | 四股名       |
| ------ | ------ | ------------------------ | -------- | -------------------------------- | -------------------- | ------------ |
| 第1回  | 1999年 | 日本・東京               | 無差別級 | Wa'a Harrington                  | アメリカ             |              |
| 第1回  | 1999年 | 日本・東京               | 重量級   | 白石信広                         | 日本、文徳高         | 白乃波寿洋   |
| 第1回  | 1999年 | 日本・東京               | 中量級   | 杉田喜章                         | 日本、近大附高       | 杉田喜章     |
| 第1回  | 1999年 | 日本・東京               | 軽量級   | 木村長平                         | 日本、五所川原農林高 |              |
| 第2回  | 2000年 | 日本・東京               | 無差別級 | 前田 勝                          | 日本、埼玉栄高       | 前田勝       |
| 第2回  | 2000年 | 日本・東京               | 重量級   | 永井明慶                         | 日本、埼玉栄高       |              |
| 第2回  | 2000年 | 日本・東京               | 中量級   | 寺田洋介                         | 日本、明徳義塾高     |              |
| 第2回  | 2000年 | 日本・東京               | 軽量級   | 仲宗根大士                       | 日本、中部農林高     |              |
| 第3回  | 2001年 | 日本・大阪               | 無差別級 | 菊次一弘                         | 日本、明徳義塾高     | 琴奨菊和弘   |
| 第3回  | 2001年 | 日本・大阪               | 重量級   | 下田圭将                         | 日本、諌早農業高     | 下田圭将     |
| 第3回  | 2001年 | 日本・大阪               | 中量級   | 吉田勝雄                         | 日本、文徳高         |              |
| 第3回  | 2001年 | 日本・大阪               | 軽量級   | 花田裕也                         | 日本、鰺ヶ沢高       |              |
| 第4回  | 2002年 | 日本・大阪               | 無差別級 | 市原孝行                         | 日本、埼玉栄高       | 市原孝行     |
| 第4回  | 2002年 | 日本・大阪               | 重量級   | 山本龍一                         | 日本、埼玉栄高       | 山本山龍太   |
| 第4回  | 2002年 | 日本・大阪               | 中量級   | 増田龍二                         | 日本、市川高         |              |
| 第4回  | 2002年 | 日本・大阪               | 軽量級   | 永井建護                         | 日本、焼津水産高     |              |
| 第5回  | 2004年 | 日本・大阪               | 無差別級 | 澤井豪太郎                       | 日本、埼玉栄高       | 豪栄道豪太郎 |
| 第5回  | 2004年 | 日本・大阪               | 重量級   | 影山雄一郎                       | 日本、明徳義塾高     | 栃煌山雄一郎 |
| 第5回  | 2004年 | 日本・大阪               | 中量級   | 福永 剛                          | 日本、響高           | 勝誠剛       |
| 第5回  | 2004年 | 日本・大阪               | 軽量級   | ゴゴフ・ヴァレンティン           | ブラジル             |              |
| 第6回  | 2005年 | 日本・東京               | 無差別級 | 立野 卓                          | 日本、明徳義塾高     | 千代桜右京   |
| 第6回  | 2005年 | 日本・東京               | 重量級   | 奥谷 荒                          | 日本、埼玉栄高       |              |
| 第6回  | 2005年 | 日本・東京               | 中量級   | 松田聖矢                         | 日本、宿毛高         |              |
| 第6回  | 2005年 | 日本・東京               | 軽量級   | 島子隆司                         | 日本、報徳学園高     |              |
| 第7回  | 2006年 | エストニア・ラクヴェレ   | 無差別級 | 佐久間貴之                       | 日本、埼玉栄高       | 常幸龍貴之   |
| 第7回  | 2006年 | エストニア・ラクヴェレ   | 重量級   | 山口雅弘                         | 日本、鳥取城北高     | 大喜鵬将大   |
| 第7回  | 2006年 | エストニア・ラクヴェレ   | 中量級   | 島子隆司                         | 日本、報徳学園高     |              |
| 第7回  | 2006年 | エストニア・ラクヴェレ   | 軽量級   | モングシ・ナチン                 | ロシア               |              |
| 第8回  | 2007年 | タイ・チェンマイ         | 無差別級 | 橋本誠也                         | 日本、報徳学園高     |              |
| 第8回  | 2007年 | タイ・チェンマイ         | 重量級   | 山口雅弘                         | 日本、鳥取城北高     | 大喜鵬将大   |
| 第8回  | 2007年 | タイ・チェンマイ         | 中量級   | アディア・バーサンドルジ         | モンゴル             | 貴ノ岩義司   |
| 第8回  | 2007年 | タイ・チェンマイ         | 軽量級   | 石浦将勝                         | 日本、鳥取城北高     | 石浦鹿介     |
| 第9回  | 2008年 | エストニア・ラグヴェレ   | 無差別級 | バラスィリ・ザザ                 | ジョージア           |              |
| 第9回  | 2008年 | エストニア・ラグヴェレ   | 重量級   | 南雲学人                         | 日本、埼玉栄高       |              |
| 第9回  | 2008年 | エストニア・ラグヴェレ   | 中量級   | アルサー・マーティン             | ポーランド           |              |
| 第9回  | 2008年 | エストニア・ラグヴェレ   | 軽量級   | ロズム・アロン                   | ポーランド           |              |
| 第10回 | 2010年 | ポーランド・ワルシャワ   | 無差別級 | 中村大輝                         | 日本、埼玉栄高       | 北勝富士大輝 |
| 第10回 | 2010年 | ポーランド・ワルシャワ   | 重量級   | 木崎信志                         | 日本、鳥取城北高     | 美ノ海義久   |
| 第10回 | 2010年 | ポーランド・ワルシャワ   | 中量級   | マスレック・アンドレス           | ポーランド           |              |
| 第10回 | 2010年 | ポーランド・ワルシャワ   | 軽量級   | サディゴヴ・ナミク               | アゼルバイジャン     |              |
| 第11回 | 2012年 | 香港                     | 無差別級 | 村松裕介                         | 日本、海洋高         |              |
| 第11回 | 2012年 | 香港                     | 重量級   | ダヴァスレン・アッザヤ           | モンゴル             |              |
| 第11回 | 2012年 | 香港                     | 中量級   | シーリック・ビエリドムラト       | モンゴル             |              |
| 第11回 | 2012年 | 香港                     | 軽量級   | 中村友哉                         | 日本、金沢学院東高   | 炎鵬友哉     |
| 第12回 | 2014年 | 台湾・高雄               | 無差別級 | 佐藤貴信                         | 日本、埼玉栄高       | 貴景勝貴信   |
| 第12回 | 2014年 | 台湾・高雄               | 重量級   | 中嶋亮介                         | 日本、愛工大名電高   |              |
| 第12回 | 2014年 | 台湾・高雄               | 中量級   | コンスタンティン・アブドゥラザテ | ロシア               |              |
| 第12回 | 2014年 | 台湾・高雄               | 軽量級   | 植松春貴                         | 日本、柏日体高       |              |
| 第13回 | 2015年 | 日本・大阪               | 無差別級 | 城山聖羅                         | 日本、金沢市立工業高 |              |
| 第13回 | 2015年 | 日本・大阪               | 重量級   | 鎌谷将且                         | 日本、埼玉栄高       | 琴櫻将傑     |
| 第13回 | 2015年 | 日本・大阪               | 中量級   | 秋葉拓                           | 日本、酒田光陵高     |              |
| 第13回 | 2015年 | 日本・大阪               | 軽量級   | バッカ・バーサン                 | ロシア               |              |
| 第14回 | 2016年 | モンゴル・ウランバートル | 無差別級 | チコリーゼ・アミラニ             | ジョージア           |              |
| 第14回 | 2016年 | モンゴル・ウランバートル | 重量級   | 佐藤淳史                         | 日本、金沢学院高     |              |
| 第14回 | 2016年 | モンゴル・ウランバートル | 中量級   | スーイエーデン・メンサイカン     | モンゴル             |              |
| 第14回 | 2016年 | モンゴル・ウランバートル | 軽量級   | エルセフィ・アブデルラーマン     | ロシア               |              |
| 第15回 | 2018年 | 台湾・桃園               | 無差別級 | 花田秀虎                         | 日本、和歌山商業高   |              |
| 第15回 | 2018年 | 台湾・桃園               | 重量級   | 齋藤大輔                         | 日本、埼玉栄高       | 北の若大輔   |
| 第15回 | 2018年 | 台湾・桃園               | 中量級   | オンダール・クンデソナム         | ロシア               |              |
| 第15回 | 2018年 | 台湾・桃園               | 軽量級   | リチャード・ヴェーグ             | ハンガリー           |              |
| 第16回 | 2023年 | 日本・東京               | 無差別級 | 野田典雅                         | 日本、箕島高         | 野田典雅     |
| 第16回 | 2023年 | 日本・東京               | 重量級   | 西出大毅                         | 日本、和歌山商業高   |              |
| 第16回 | 2023年 | 日本・東京               | 中量級   | 三橋条ノ真                       | 日本、鳥取城北高     |              |
| 第16回 | 2023年 | 日本・東京               | 軽量級   |                                  |                      |              |
| 第16回 | 2023年 | 日本・東京               | 団体戦   | 日本                             | 日本                 |              |